# Schwarzach (Odenwald)

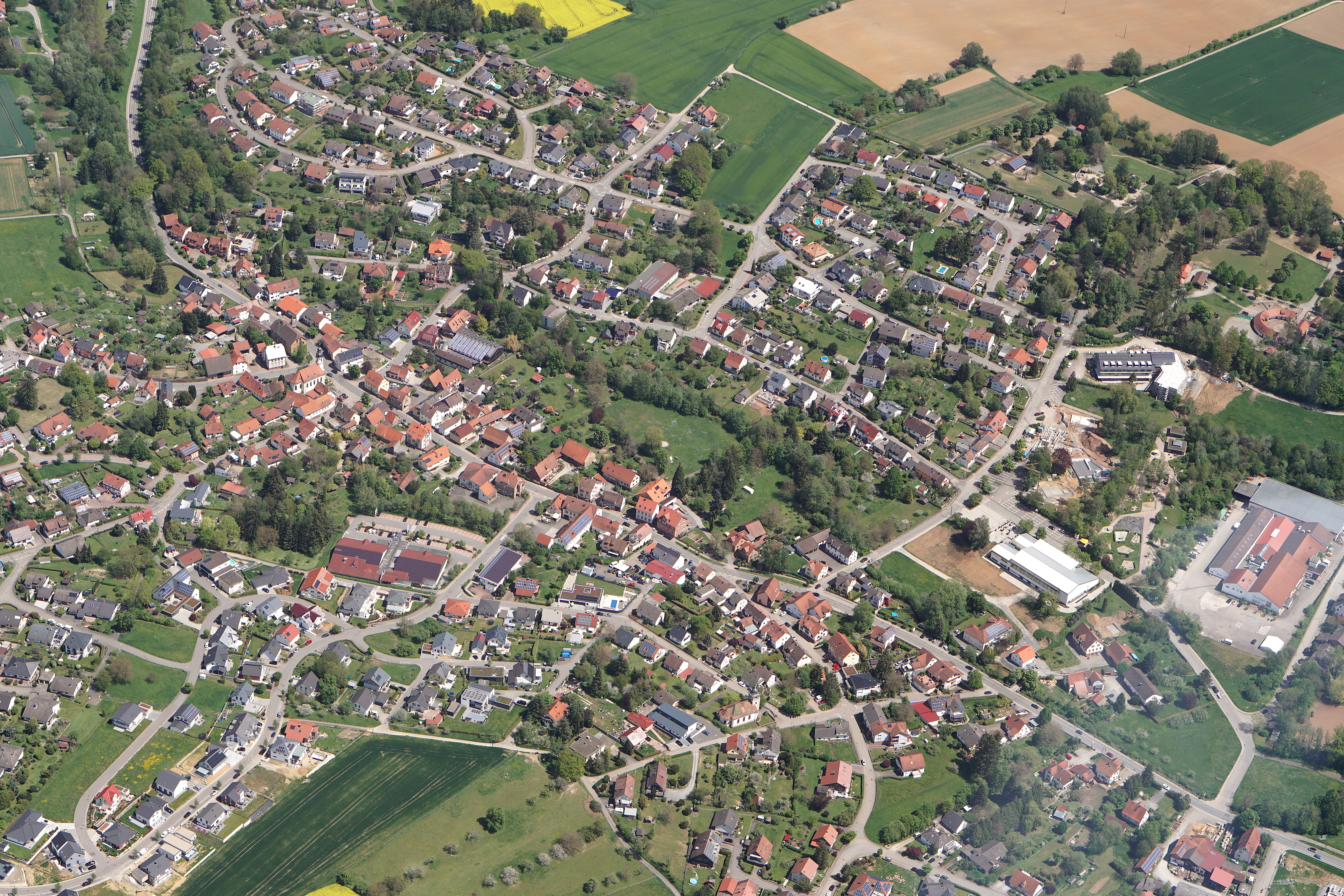
Schwarzach-Unterschwarzach aus etwa 3900 Fuß Höhe

Schwarzach ist eine Gemeinde im Neckar-Odenwald-Kreis in Baden-Württemberg und staatlich anerkannter Erholungsort. Sie gehört zur europäischen Metropolregion Rhein-Neckar.

## Geografie

### Lage
Schwarzach liegt im Naturpark Neckartal-Odenwald am Südrand des Odenwalds (im Kleinen Odenwald) mit Blick auf den Kraichgau. Im Westen grenzt sie an den Rhein-Neckar-Kreis. Der Waldanteil beträgt nahezu 48 Prozent.

### Gemeindegliederung
Die Gemeinde besteht aus den ehemaligen Gemeinden Unterschwarzach und Oberschwarzach. Zur ehemaligen Gemeinde Oberschwarzach gehört das Dorf Oberschwarzach und der Ort Forsthaus. Zur ehemaligen Gemeinde Unterschwarzach gehören das Dorf Unterschwarzach und der Schwarzacher Hof (Diakonische Einrichtung für Menschen mit Behinderung) zwischen Unterschwarzach und Oberschwarzach.
Die drei Orte Unterschwarzach, Oberschwarzach und Schwarzacher Hof werden vom Schwarzbach durchflossen.

## Geschichte
Schwarzach wurde 1143 erstmals urkundlich erwähnt. 1823 wurde die Gemeinde in die selbständigen Gemeinden Unterschwarzach und Oberschwarzach geteilt. Mitte des 19. Jahrhunderts wanderte etwa ein Drittel der Bevölkerung aus wirtschaftlichen Gründen nach Nordamerika aus. Am 1. Januar 1972 wurde Oberschwarzach nach Unterschwarzach eingemeindet. Am 20. Januar 1972 wurde die Gemeinde Unterschwarzach in Schwarzach umbenannt.
Siehe auch: Der Schwarzacher Hof und seine Geschichte während der NS-Zeit und als DP-Kinderlager

## Politik

### Gemeinderat
Der Gemeinderat in Schwarzach wurde bis 2019 durch die Unechte Teilortswahl gewählt. Dies garantierte den Ortsteilen eine festgelegte Anzahl von Sitzen. Die Unechte Teilortswahl wurde inzwischen abgeschafft. Der Gemeinderat besteht jetzt aus den 14 gewählten ehrenamtlichen Gemeinderäten und dem Bürgermeister als Vorsitzendem. Der Bürgermeister ist im Gemeinderat stimmberechtigt.
Die Kommunalwahl am 9. Juni 2024 führte zu folgendem Ergebnis:
| Parteien und Wählergemeinschaften | Parteien und Wählergemeinschaften                                    | % 2024  | Sitze 2024 | % 2019 | Sitze 2019 | Kommunalwahl 2024 %50403020100 45,95 % (+3,35 %p)31,07 % (+7,27 %p)22,99 % (−6,81 %p)n. k. % (−3,8 %p) FWSPDCDUGrüne20192024 |
| WVS                               | Wählervereinigung Schwarzach                                         | 45,95   | 7          | 42,6   | 6          | Kommunalwahl 2024 %50403020100 45,95 % (+3,35 %p)31,07 % (+7,27 %p)22,99 % (−6,81 %p)n. k. % (−3,8 %p) FWSPDCDUGrüne20192024 |
| SPD                               | Sozialdemokratische Partei Deutschlands                              | 31,07   | 4          | 23,8   | 4          | Kommunalwahl 2024 %50403020100 45,95 % (+3,35 %p)31,07 % (+7,27 %p)22,99 % (−6,81 %p)n. k. % (−3,8 %p) FWSPDCDUGrüne20192024 |
| CDU/BL                            | Christlich Demokratische Union Deutschlands/Schwarzacher Bürgerliste | 22,99   | 3          | 29,8   | 5          | Kommunalwahl 2024 %50403020100 45,95 % (+3,35 %p)31,07 % (+7,27 %p)22,99 % (−6,81 %p)n. k. % (−3,8 %p) FWSPDCDUGrüne20192024 |
| Grüne                             | Bündnis 90/Die Grünen                                                | –       | –          | 3,8    | 1          | Kommunalwahl 2024 %50403020100 45,95 % (+3,35 %p)31,07 % (+7,27 %p)22,99 % (−6,81 %p)n. k. % (−3,8 %p) FWSPDCDUGrüne20192024 |
| gesamt                            | gesamt                                                               | 100,0   | 14         | 100,0  | 16         | Kommunalwahl 2024 %50403020100 45,95 % (+3,35 %p)31,07 % (+7,27 %p)22,99 % (−6,81 %p)n. k. % (−3,8 %p) FWSPDCDUGrüne20192024 |
| Wahlbeteiligung                   | Wahlbeteiligung                                                      | 52,61 % | 52,61 %    | 49,1 % | 49,1 %     | Kommunalwahl 2024 %50403020100 45,95 % (+3,35 %p)31,07 % (+7,27 %p)22,99 % (−6,81 %p)n. k. % (−3,8 %p) FWSPDCDUGrüne20192024 |

### Wappen
In Silber (Weiß) an pfahlweise gestelltem, belaubtem grünem Zweig drei rote Äpfel (1:2).

### Bürgermeister
Im Oktober 2014 wurde im ersten Wahlgang Mathias Haas zum neuen Bürgermeister gewählt, er ist Nachfolger von Theo Haaf, der nach 24 Jahren nicht mehr antrat. Haas trat sein Amt am 2. Februar 2015 an. Er wurde am 16. Oktober 2022 mit 88,8 Prozent der Stimmen für eine zweite Amtszeit wiedergewählt.

## Wirtschaft und Infrastruktur

### Ansässige Unternehmen

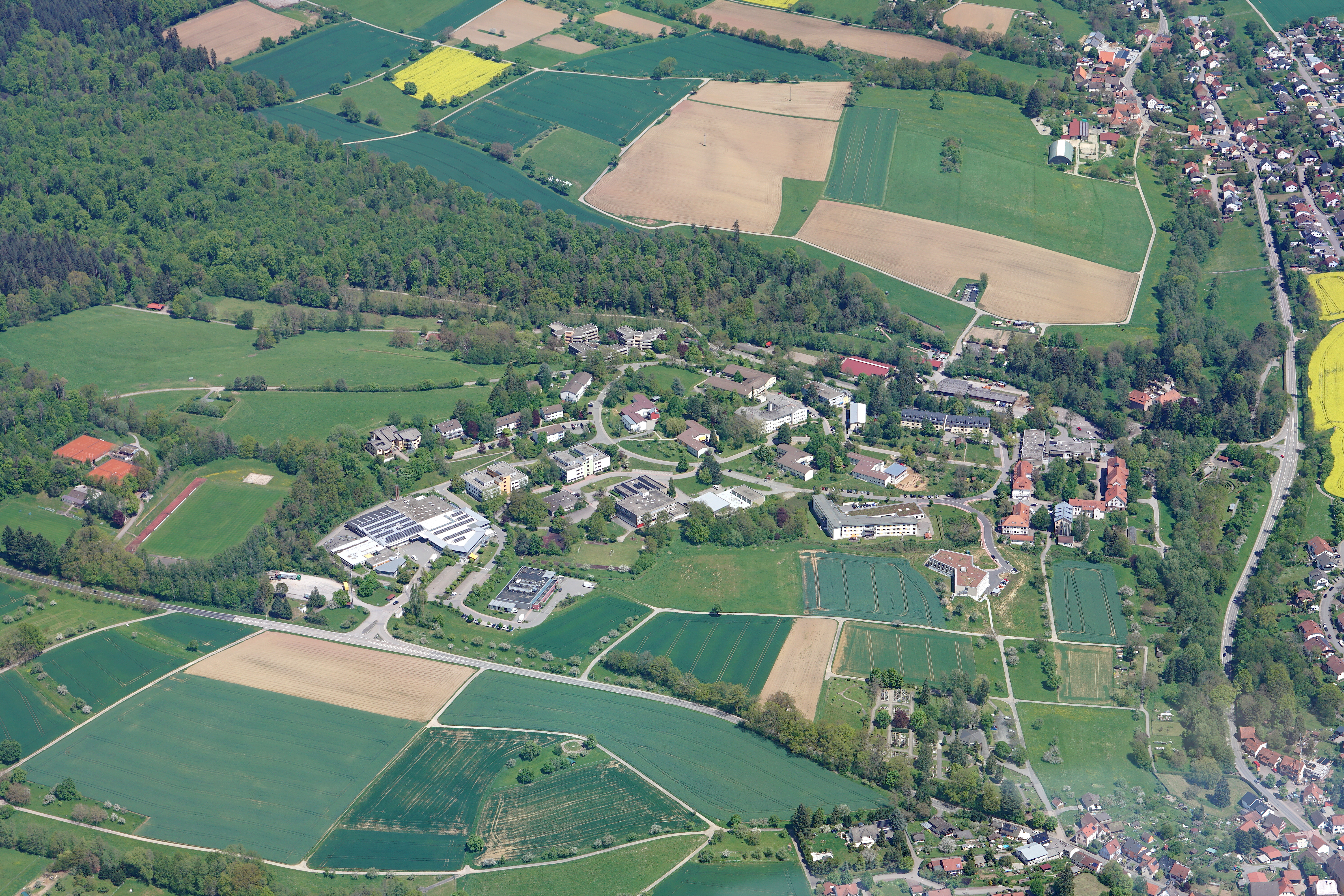
Das Gelände der Johannes-Diakonie in Schwarzach

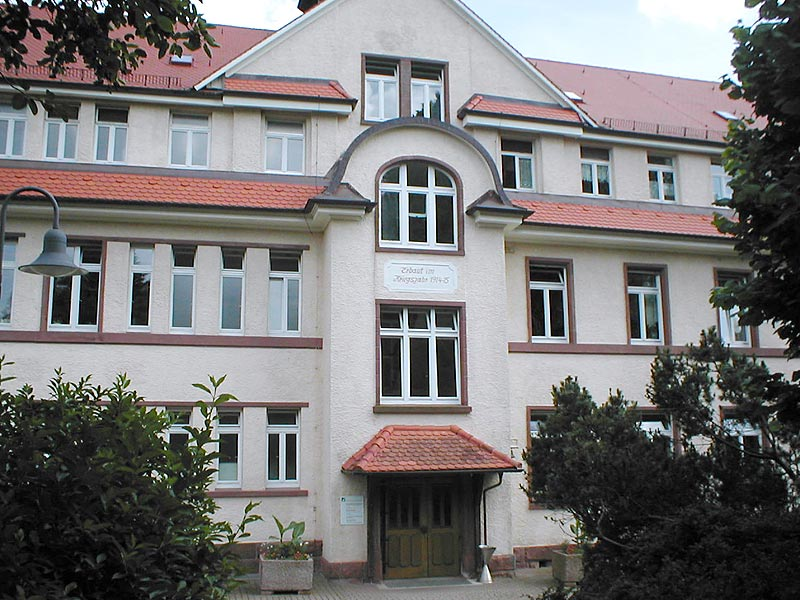
Gebäude der Johannes-Diakonie von 1914/15

Der Schwarzacher Hof der Johannes-Diakonie Mosbach ist der größte Arbeitgeber und hat beim zwischen Ober- und Unterschwarzach gelegenen Wasserschloss inzwischen eine eigene Siedlung ausgebildet. Die ältesten Gebäude des „Schwarzacher Hofes“ datieren von 1914/15, der Großteil der Gebäude der Einrichtung entstand jedoch erst in der zweiten Hälfte des 20. Jahrhunderts. Der Schwarzacher Hof bietet 780 Wohnplätze und Außenwohngruppen für Menschen mit Behinderungen. Außerdem bieten die Schwarzacher Werkstätten 800 Plätze und die Fachschule für Sozialpädagogik 240 Plätze.
Während der NS-Gewaltherrschaft wurden im Jahr 1940 von den 200 Heimbewohnern 167 im Rahmen der „Euthanasie“-Tötungsaktion T4 in die Mordanstalt Grafeneck deportiert und umgebracht. Nachdem in den letzten Kriegsjahren die Gebäude als Hilfskrankenhaus von der Daimler-Benz AG requiriert wurden, kamen die verbliebenen Jugendlichen in die Anstalt Eichberg, wo sie ermordet wurden.
Von 1945 bis vermutlich November 1948 befand sich im Schwarzacher Hof das Internationale Kinderzentrum Aglasterhausen, Es war deutschlandweit eines von über zwei Dutzend Children’s Centers und wurde laut Jim G. Tobias so benannt, „weil sich in der nur wenige Kilometer entfernten Gemeinde Aglasterhausen die Bahnstation befunden hatte“. Das Kinderzentrum verfügte über einen eigenen Kindergarten und eine Schule und bot diverse berufskundliche Lehrgänge an. Auch eine eigene Fußballmannschaft war gegründet worden. Über das Schicksal der Kinder heißt es bei Tobias:

„Manche musste länger als erwartet in Aglasterhausen ausharren. „Unsere Hoffnung, dass wir die Kinder schnell aus Deutschland herausbringen, erfüllte sich nur schleppend“, erinnerte sich Rachel Greene Rottersmann. Das erste Kind konnte erst im Januar 1946 in seine ungarische Heimat repatriiert werden. Im April wanderten zwei Jungen nach Palästina aus und im Juni gelang es, eine Gruppe von polnischen Kindern nach Hause zu schicken. Im Frühling des selben Jahres erhielten die UNNRA-Betreuer auch erste Informationen hinsichtlich einer Auswanderung in die USA oder nach Kanada. Die kanadische Regierung erklärt sich bereit, Waisen aus den Children’s Centers aufzunehmen, darunter über 1.000 jüdische Kinder und Jugendliche. Aglasterhausen wurde nun für viele elternlose Jungen und Mädchen zum Sprungbrett nach Nordamerika.“

Die Ende 1948 noch im Schwarzacher Hof verbliebenen Kinder wurden in das DP-Lager und Children’s Village Bad Aibling gebracht, und die Diakonie erhielt den Schwarzacher Hof zurück.

### Bildungseinrichtungen
Schwarzach verfügt über eine eigene Grundschule und mit der Schwarzbachschule über ein Sonderpädagogisches Bildungs- und Beratungszentrum (Förderschwerpunkte geistige Entwicklung, Lernen und emotionale und soziale Entwicklung) der Johannes-Diakonie Mosbach.

### Freizeiteinrichtungen
Schwarzach verfügt über ein beheiztes Schwimmbad, über eine Alla Hopp-Anlage und im großen Wildpark gibt es einen Streichelzoo und einen Afrikaspielplatz. Ebenso verfügt Schwarzach über einen Wohnmobil-Platz mit Kiosk. Im August 2023 wurde in Oberschwarzach zudem ein Kneipp-Becken im neu gefassten Dorfteich eingeweiht.

## Kultur und Sehenswürdigkeiten

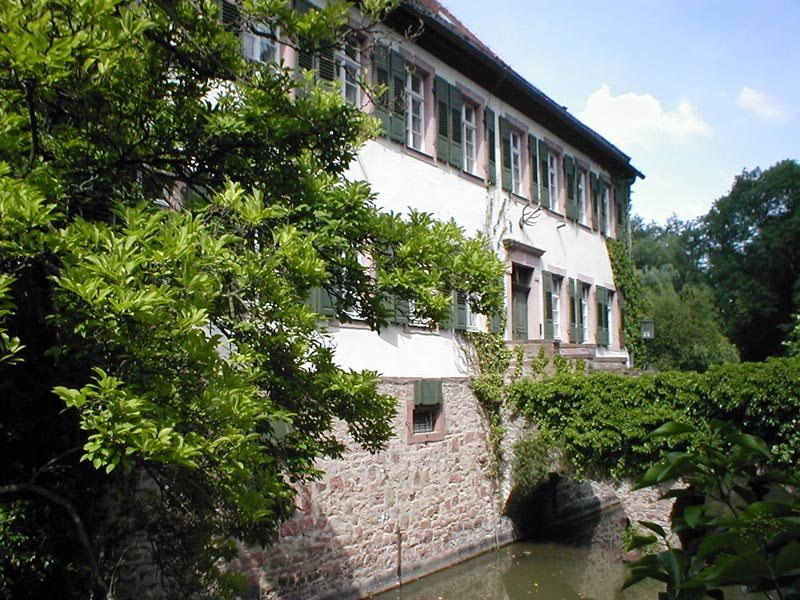
Wasserschloss Schwarzach

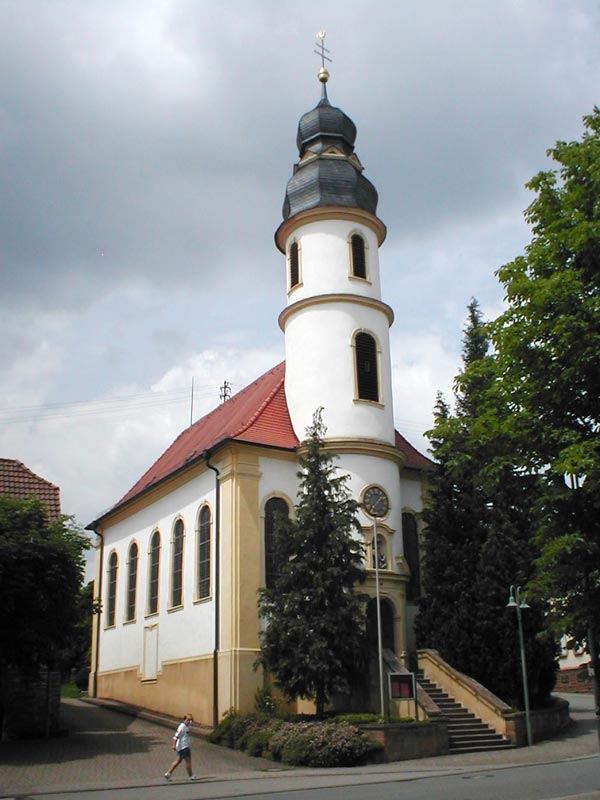
Katholische Kirche St. Martin

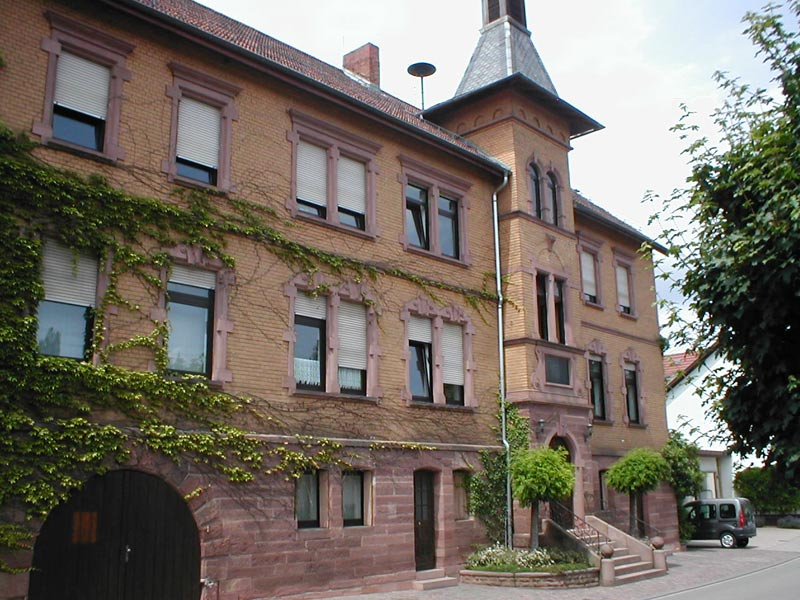
Rathaus

### Bauwerke
- Das Wasserschloss Schwarzach geht auf die mittelalterliche Wasserburg Schwarzach zurück, die später Lehensgut und ab dem späten 17. Jahrhundert kurpfälzische Kellerei war. Der verputzte längliche Hauptbau steht noch über dem alten Wassergraben und lässt sich über eine steinerne Brücke erreichen. Von der Wasserburg sind außer Teilen des Grabens noch Mauerreste und ein Eckturm erhalten. Heute befindet sich in dem Gebäude das staatliche Forstamt.
- Die um 1750 im Barockstil erbaute katholische Kirche St. Martin in Unterschwarzach hat einen außergewöhnlichen runden Kirchturm. Die evangelische Kirche wurde 1914 im Jugendstil erbaut. Das Rathaus in Unterschwarzach ist ein schlossartiger Backsteinbau mit einem Brunnen von 1990. Das historische Rathaus in Oberschwarzach ist heute Geschäftshaus.
- Die Gemeinde Schwarzach ist reich an Fachwerkhäusern, Gasthöfen, Brunnen- und Dorfteichanlagen
- Mörserglocke (größte und tontiefste Glocke in Baden-Württemberg), Wildpark Schwarzach
- An der Straße nach Michelbach befindet sich ein historischer Wasserhochbehälter von 1913

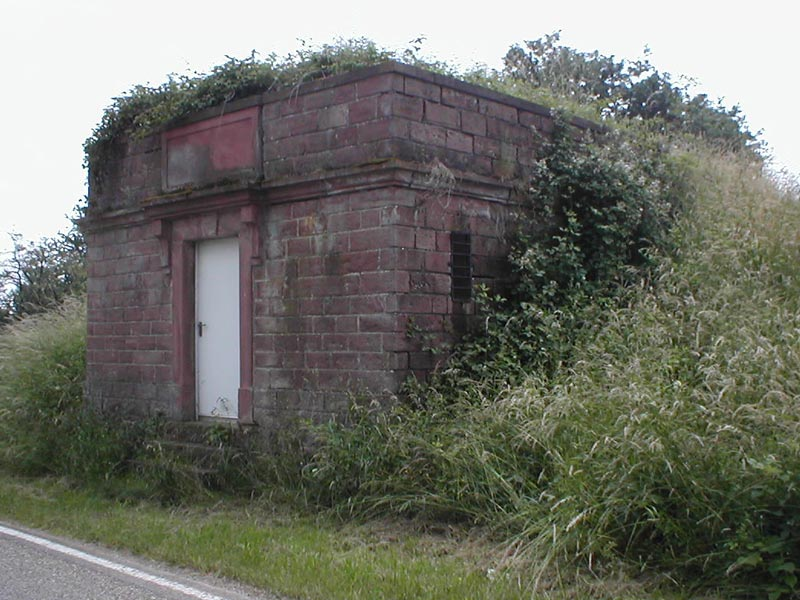
Wasserhochbehälter von 1913
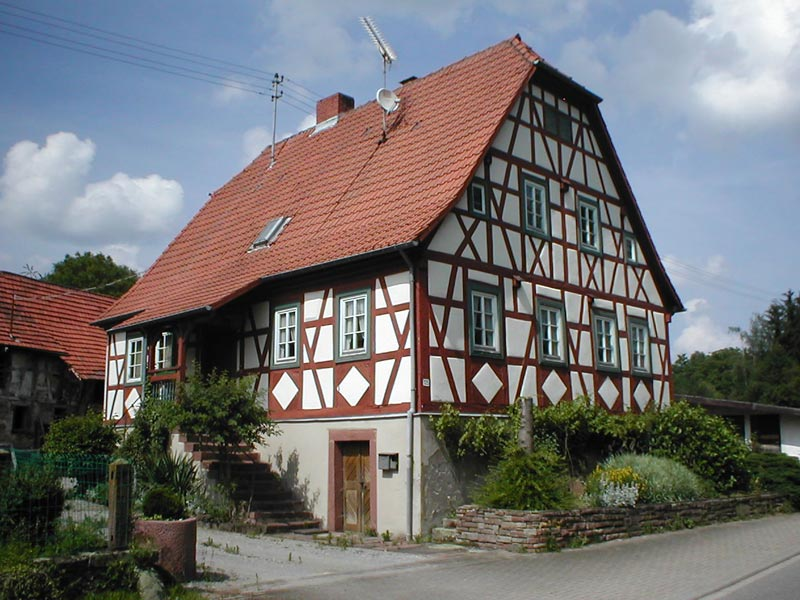
Fachwerkhaus von 1805, Oberschwarzach
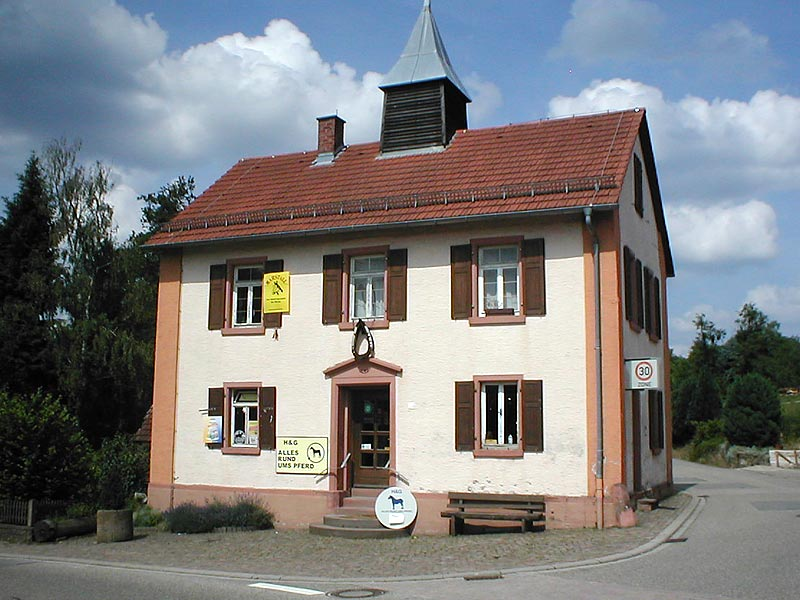
Altes Rathaus Oberschwarzach
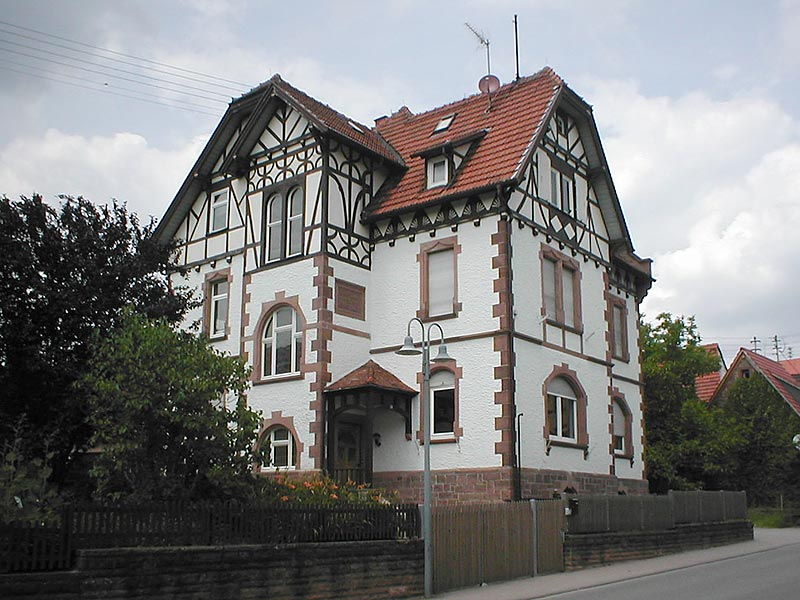
Villa Döbert von 1907
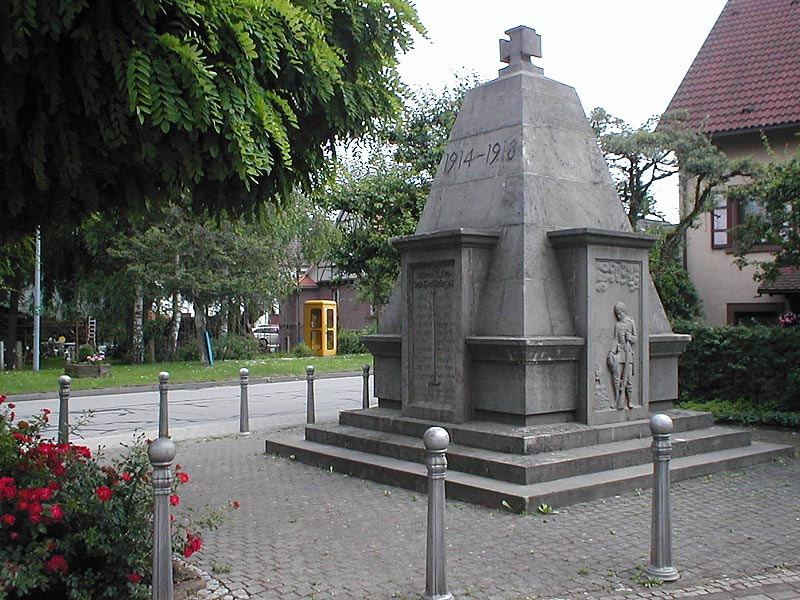
Kriegerdenkmal
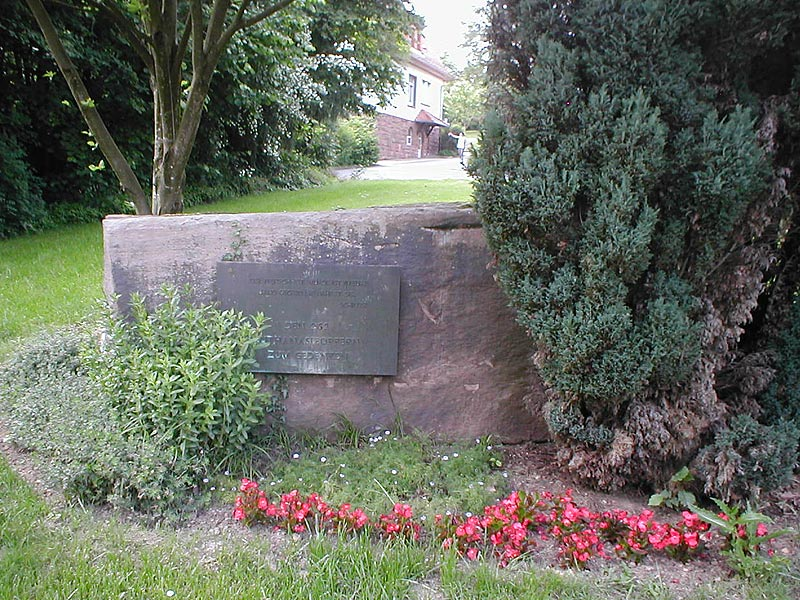
Euthanasie-Mahnmal Schwarzacher Hof

### Natur
- Wildpark in Unterschwarzach

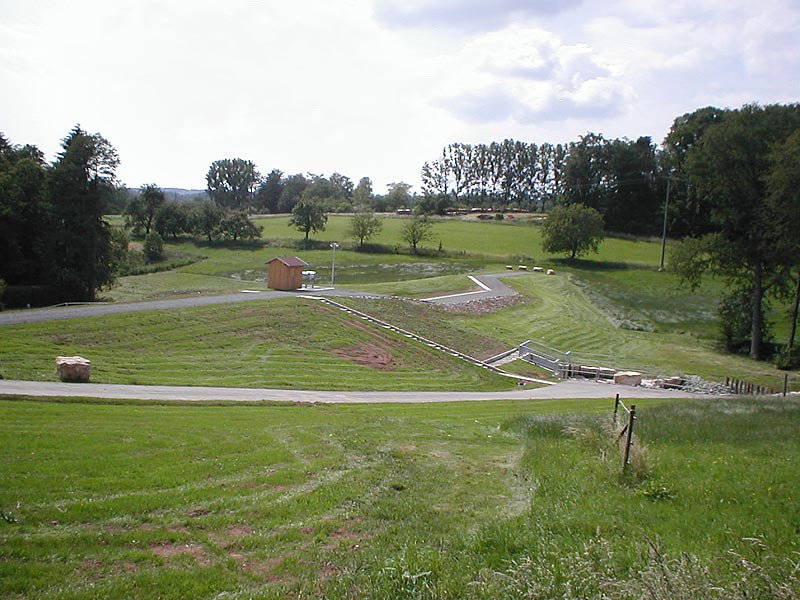
Regenrückhaltebecken Oberschwarzach

- Um die Gefahr von Hochwasser in der Tallage des Ortes zu dämmen, wurde oberhalb von Oberschwarzach ein Regenrückhaltebecken errichtet.

### Theater
Auf der Freilichtbühne im Birkenhof führt das Amateurtheater des Vereins Freilichtspiele Kleiner Odenwald, kurz KleinOd, hervorgegangen aus dem Theater im Birkenhof, Stücke auf.

### Sport
2021 bewarb sich die Gemeinde als Host Town für die Gestaltung eines viertägigen Programms für eine internationale Delegation der Special Olympics World Summer Games 2023 in Berlin. 2022 wurde sie als Gastgeberin für Special Olympics Mongolei ausgewählt. Es waren 71 Personen angekündigt.